# Luke Rides Roughshod
Luke Rides Roughshod er en amerikansk stumfilm fra 1916.

## Medvirkende
- Harold Lloyd som Luke
- Snub Pollard
- Bebe Daniels
- Billy Fay
- Fred C. Newmeyer